# Microdon (entreprise)
Ne doit pas être confondu avec micro-don.
Pour les articles homonymes, voir Microdon.
Microdon est une entreprise qui propose aux clients de magasins d'effectuer des micro-dons au profit d'associations.

## Historique
L'entreprise reprend l'idée de l'arrondi en caisse au profit d'œuvres caritatives, vue au Mexique. Un pilote est créé sous forme d'association loi de 1901, incubée chez Positive Planet (anciennement PlaNet Finance)[réf. nécessaire]. Le premier produit est une carte de don dotée d'un code-barres, qui permet en la passant en caisse de faire un don d'un montant de deux euros ou plus.
En 2009 est créée l'entreprise sociale microDON. En plus des opérations carte de don, ils élargissent l'activité de l'entreprise à l'arrondi sur salaire, inspiré du Payroll Giving (en) britannique.
L'activité de l'entreprise s'étend ensuite à l'arrondi à la caisse des supermarchés. Franprix est la première enseigne française à proposer l'arrondi à la caisse à ses clients dès septembre 2013. Le lancement se fait en présence de Benoît Hamon, alors ministre délégué à l'Économie sociale et solidaire et à la consommation,. Depuis 2014, l'arrondi sur relevé bancaire est développé par l'entreprise, en partenariat avec BNP Paribas et Simplidons. En 2015, la conception de l'arrondi sur facture démarre en partenariat avec Suez Environnement[réf. nécessaire].
L'entreprise est rachetée par KissKissBankBank en 2020.

## Produit
microDON propose un dispositif qui permet aux citoyens de faire un micro-don à la caisse de supermarchés, sur bulletin de paie, lors d'achats en ligne ou sur les relevés bancaires. Les dons collectés grâce aux différents outils sont reversés aux associations bénéficiaires. Le modèle économique de microDON repose sur la vente de prestations de service aux entreprises plutôt que sur une commission sur les dons[réf. souhaitée].

### Arrondi en caisse
L'arrondi en caisse permet aux clients des enseignes partenaires d'arrondir le montant de leurs achats à l'euro supérieur lors de leur passage à la caisse. En septembre 2013, Franprix devient la première enseigne française cliente de microDON. Depuis novembre 2014, l'arrondi en caisse est proposé dans 11 magasins Géant et Casino Corse au profit de l'association insulaire INSEME. Depuis le 14 mars 2015, dans 76 boutiques Nature et Découvertes en France, il est possible d'arrondir ses achats à la caisse. En novembre 2015, 6 clients sur 10 acceptent d'arrondir leurs achats. Adidas suit en novembre 2015, les dons récoltés sont alors reversés à deux associations œuvrant dans le milieu du sport. Depuis avril 2016, les clients des magasins Devred 1902 ont la possibilité d'arrondir leurs achats au profit de l'ONG Projet Imagine.

### Arrondi sur salaire
Chaque mois, les salariés peuvent choisir de réaliser un micro-don en arrondissant les centimes de leur net à payer à l'euro inférieur pour soutenir les actions de l'association de leur choix[réf. souhaitée].